# Resurrección de Lázaro (Giotto)
La Resurrección de Lázaro es una pintura mural al fresco realizada por el pintor italiano Giotto di Bondone, entre los años 1304-1306, y se encuentra en la capilla de los Scrovegni de Padua. Giotto fue el gran renovador de la pintura entre el paso del siglo XIII al XIV.

## Giotto di Bondone
El pintor mantiene los temas religiosos y carece como la mayoría de los artistas de su época de grandes conocimientos anatómicos, pero consigue que sus personajes no tengan el hieratismo bizantino y adopten diversas aptitudes de alegría o pesar, lo que demuestra, con las diferentes posturas y miradas. Fue el primero en romper con el arte de Bizancio. Muchos pintores posteriores, admitieron su deuda con Giotto, entre ellos Piero della Francesca y Miguel Ángel. Según Vasari:

En mi opinión, los pintores deben a Giotto exactamente lo que le deben a la naturaleza, porque después de muchos años durante los cuales el arte de la buena pintura había permanecido enterrado por las ruinas de la guerra, Giotto fue el único que, por el favor de Dios, rescató y restauró el arte, a pesar de haber nacido entre artistas incompetentes. En verdad, fue un gran milagro que en una época ordinaria e inepta, Giotto hubiese podido restaurar el arte de la composición de la cual sus contemporáneos sabían poco o nada.

Según Henri Focillon, historiador de arte francés, Giotto a pesar de sus esfuerzos nunca pasó de un montaje escenográfico de un estrecho taller de escultura a pesar de que en la capilla de los Scrovegni tenía una superficie y un tema que se lo hubieran permitido.
Giotto, empezó eliminando los fondos de pintura plana, poniendo paisajes con montañas de piedra o dentro de simples arquitecturas y así conseguir que sus personajes vivan en un mundo más real. Según Cennino Cennini:

El artista que quiera representar un paisaje montañoso que tome piedras rocosas y que las pinte con la iluminación y dimensiones convenientes.

En una obra anterior, ya realizó grandes murales para la basílica de San Francisco de Asís, donde, en una serie de frescos narrativos para la capilla de la Magdalena, ejecutó la escena de la Resurrección de Lázaro, aunque no hay duda que el diseño fue de Giotto, se cree que la pintura la realizaron los discípulos de su taller, ya que claramente se puede comprobar que la pintura es más plana y no muestra los volúmenes ni los mismos colores empleados por el pintor en su obra posterior.

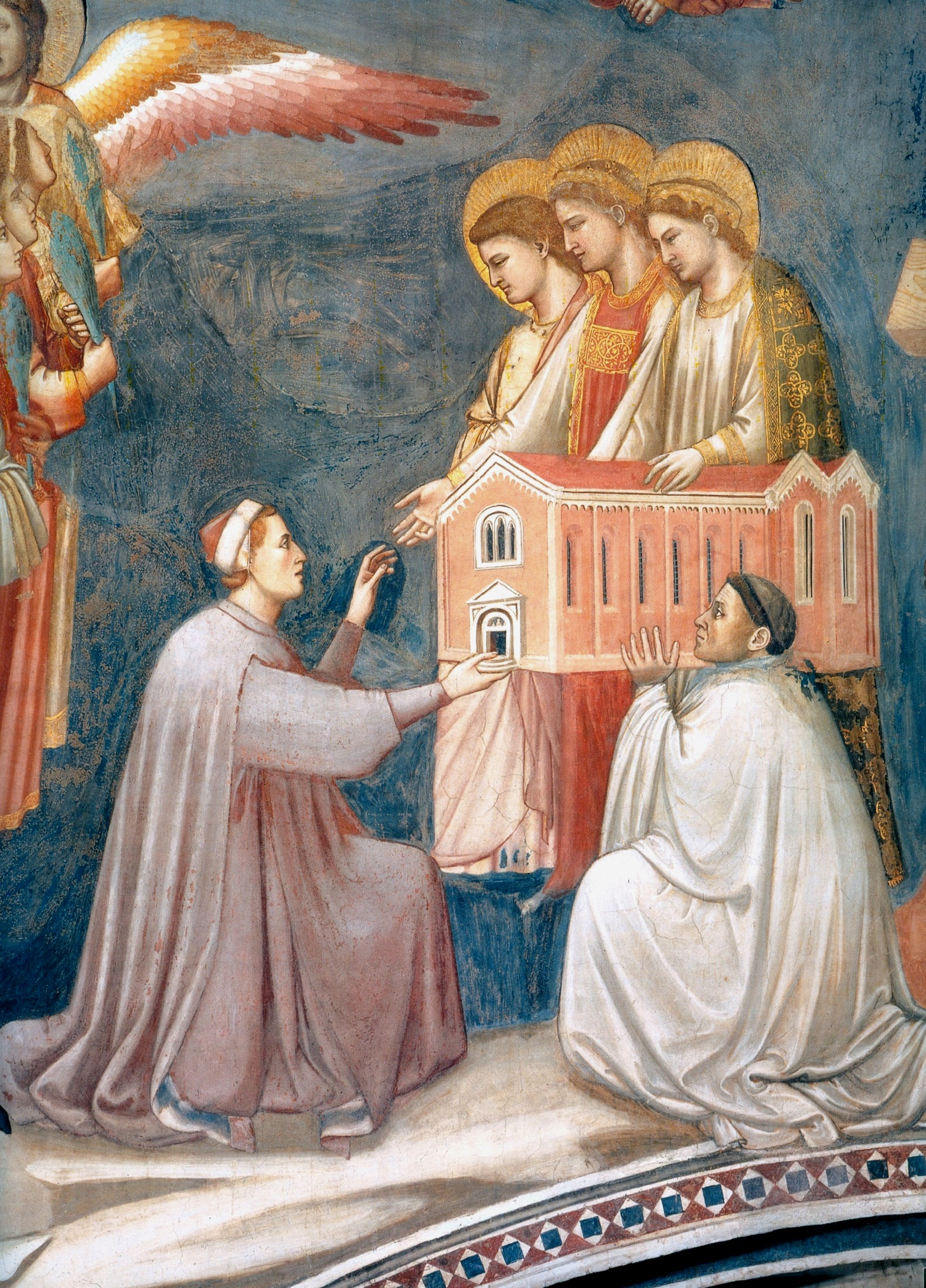
Enrico Scrovegni ofreciendo la capilla como remisión de los pecados de su padre.

## Historia
Los frescos de la capilla de los Scrovegni llamada también capilla de la Arena, por estar construida sobre la arena de un antiguo circo romano, es considerado como el trabajo más completo de Giotto. Fue encargada por Enrico Scrovegni, un adinerado comerciante de Padua, hijo de un prestamista conocido por su usura y que ya Dante Alighieri lo había mandado entre los condenados al Infierno en su poema La Divina Comedia. Enrico quería con la construcción de la capilla redimir los pecados de su padre.
Le encargó a Giotto, la decoración de la capilla funeraria, con diversas series decorativas de frescos, los ciclos de las pinturas representan, la vida de San Joaquín y Santa Ana, la vida de la Virgen María y la historia de Cristo, mientras que, en las partes inferiores de los muros se dedican a la Pasión de Cristo, así como se encuentran en color monocromo unas alegorías de las Virtudes y los Vicios. Se encuentra una escena donde se puede ver al propio Enrico Scrovegni ofreciendo la capilla a tres ángeles, el retrato del donador y del canónigo que sostiene la pesada maqueta, son sin duda, una excelente prueba de la capacidad retratista de Giotto.
Entre los frescos de esta capilla se encuentra la narración de la Resurrección de Lázaro, que corresponde a un relato del Nuevo Testamento ( S. Juan 11, 1-44), con la que Giotto comienza la escenificación de la Pasión, ya que fue a consecuencia de este milagro, cuando los judíos quisieron prender y matar a Jesús.

## Tema
El tema corresponde al relato del Evangelio de San Juan (11, 17-44):

Cuando llegó Jesús, se encontró con que Lázaro llevaba ya cuatro días en el sepulcro. Betania estaba cerca de Jerusalén como a unos quince estadios, y muchos judíos habían venido a casa de Marta y María para consolarlas por su hermano. Cuando Marta supo que había venido Jesús, le salió al encuentro, mientras María permanecía en casa. Dijo Marta a Jesús: «Señor, si hubieras estado aquí, no habría muerto mi hermano. Pero aún ahora yo sé que cuanto pidas a Dios, Dios te lo concederá.» Le dice Jesús: «Tu hermano resucitará.» Le respondió Marta: «Ya sé que resucitará en la resurrección, el último día.» Jesús le respondió: «Yo soy la resurrección El que cree en mí, aunque muera, vivirá; y todo el que vive y cree en mí, no morirá jamás. ¿Crees esto?» Le dice ella: «Sí, Señor, yo creo que tú eres el Cristo, el Hijo de Dios, el que iba a venir al mundo.»Dicho esto, fue a llamar a su hermana María y le dijo al oído: «El Maestro está ahí y te llama.» Ella, en cuanto lo oyó, se levantó rápidamente, y se fue donde él. Jesús todavía no había llegado al pueblo; sino que seguía en el lugar donde Marta lo había encontrado. Los judíos que estaban con María en casa consolándola, al ver que se levantaba rápidamente y salía, la siguieron pensando que iba al sepulcro para llorar allí. Cuando María llegó donde estaba Jesús, al verle, cayó a sus pies y le dijo: «Señor, si hubieras estado aquí, mi hermano no habría muerto.» Viéndola llorar Jesús y que también lloraban los judíos que la acompañaban, se conmovió interiormente, se turbó y dijo: «¿Dónde lo habéis puesto?» Le responden: «Señor, ven y lo verás.» Jesús se echó a llorar. Los judíos entonces decían: «Mirad cómo le quería.» Pero algunos de ellos dijeron: «Este, que abrió los ojos del ciego, ¿no podía haber hecho que éste no muriera? » Entonces Jesús se conmovió de nuevo en su interior y fue al sepulcro. Era una cueva, y tenía puesta encima una piedra. Dice Jesús: «Quitad la piedra.» Le responde Marta, la hermana del muerto: «Señor, ya huele; es el cuarto día.»Le dice Jesús: «¿No te he dicho que, si crees, verás la gloria de Dios?»Quitaron, pues, la piedra. Entonces Jesús levantó los ojos a lo alto y dijo: «Padre, te doy gracias por haberme escuchado. Ya sabía yo que tú siempre me escuchas; pero lo he dicho por estos que me rodean, para que crean que tú me has enviado.»Dicho esto, gritó con fuerte voz: «¡Lázaro, sal fuera!» Y salió el muerto, atado de pies y manos con vendas y envuelto el rostro en un sudario. Jesús les dice: «Desatadlo y dejadle andar.»

## Descripción

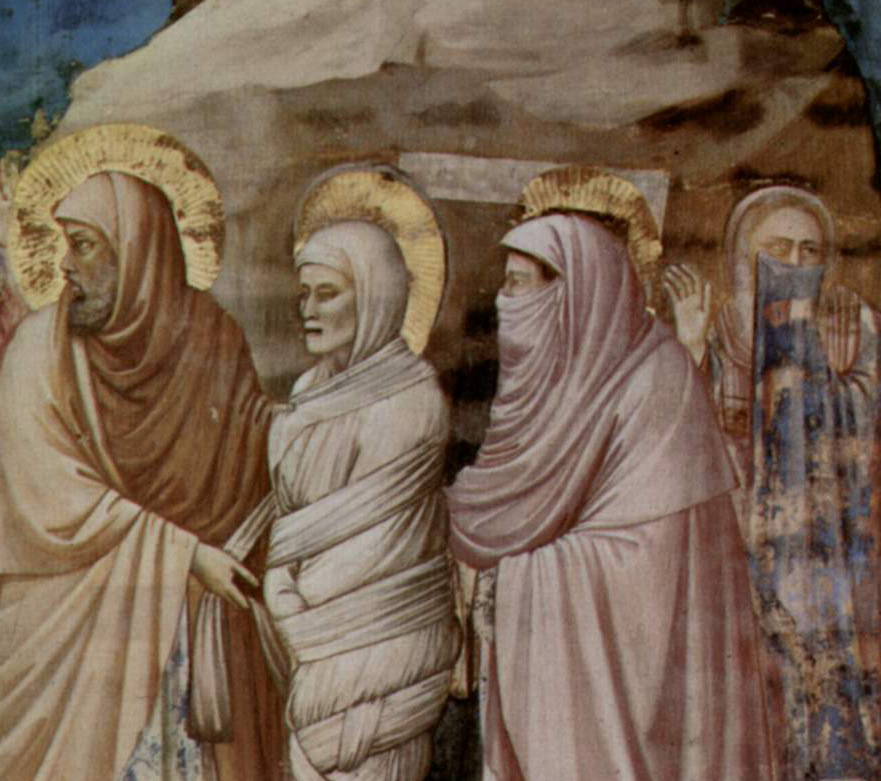
Detalle de la Resurrección de Lázaro, cuando vuelve a la vida, mientras se puede ver a las mujeres tapándose sus caras.

La historia narra la Resurrección de Lázaro por orden de Jesús, en la pintura aparece Cristo bendiciendo a Lázaro, mientras arrodilladas a sus pies se ven a las hermanas de Lázaro, Marta y María. A la derecha del cuadro se observa la imagen momificada de Lázaro sostenida por otros familiares, en la esquina derecha del primer término, con líneas paralelas a la montaña rocosa del fondo, que dibujan una composición en diagonales, está la piedra de la tapa del sepulcro, que es sostenida por otros dos personajes, el fondo está pintado con el mismo azul de la bóveda de la capilla, con lo cual se consigue que forme una cohesión con ella.
La pintura como las demás representaciones de las series de la capilla, está enmarcada simulando un friso de mármol tallado y como si tuviera incrustaciones de piedras semipreciosas y lapislázuli, evitando con este sistema figurado, la realización con materiales auténticos que resultarían mucho más costosos. El cadáver envuelto en las vendas, entreabre los ojos, mientras los presentes manifiestan su estupor. Las mujeres tienen el rostro cubierto para evitar el olor de Lázaro muerto. Aún sin conocer la perspectiva real de Brunelleschi, el pintor introduce el realismo en su obra, representando un espacio individual, junto la iconografía que muestra su interés, por la visualización del dramatismo que quiere explicar en la historia, frente al milagro realizado por Cristo. Este intento de mostrar la realidad en toda su totalidad, fue considerado por Giovanni Boccaccio en su Decamerón, que hablando de la pintura de Giotto dijo:

... reprodujo tan exactamente las cosas de la naturaleza que su obra no parece imitación, sino la natura misma, y a tanto llegó su arte, que muchas veces los hombres se equivocaron estimando por real lo que era artificio de la pintura.